# Aéroport international de Kharkiv
L'Aéroport international de Kharkiv (code IATA : HRK • code OACI : UKHH) est un aéroport situé à Kharkiv, en Ukraine. C'est le principal aéroport qui dessert la ville. Il se situe au sud-est du centre-ville de Kharkiv, dans le raïon Slobidsky.

## Histoire

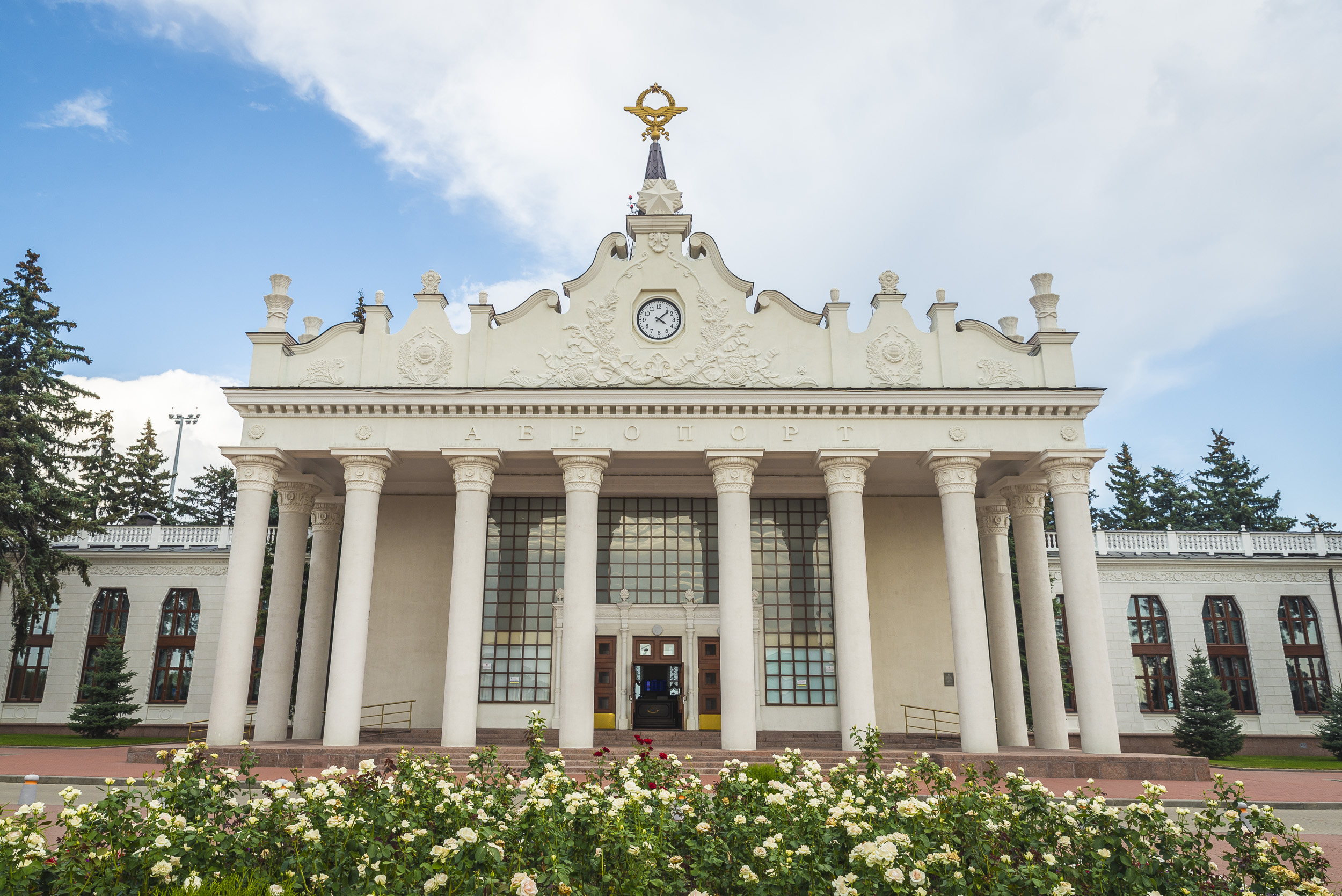
Le terminal VIP.

L'aéroport est construit dans les années 1950 dans un style néo-classique favorisé par Joseph Staline. Mais en 2012, un nouveau terminal est construit pour l'occasion de l'Euro 2012 qui a eu lieu en Ukraine et en Pologne afin  de se conformer aux règlements de l'UEFA. Le vieux terminal est transformé en terminal VIP.

## Situation
| Berdiansk Oujhorod Brody Ouman Kanatove Konotop Djankoï Tchouhouïv Kryvyï Rih Donetsk Sébastopol DniproVesseloïeBaheroveHorodokChersonèseGvardeïskoïeKatchaIvano-Frankivsk Izmaïl JovtneveJytomyr Koulbakino Kharkiv · Charcovie Khmelnytskyï Kherson KrementchoukKiev/Kyïv · Jouliany Kiev/Kyïv · Boryspil Kryvyï Rih Kolomya Loutsk Louhansk LvivMarioupol Mykolaïv Myrhorod Nijyn Odessa Poltava Rivne Sambir Simferopol Starokostiantyniv Tchernivtsi Vinnytsia Zaporijjia |

## Transports
Une station de métro est en projet en terminus de la ligne Oleksiïvska (uk).

## Statistiques
Le graphique qui aurait dû être présenté ici ne peut pas être affiché car il utilise l'ancienne extension Graph, désactivée pour des questions de sécurité. Des indications pour créer un nouveau graphique avec la nouvelle extension Chart sont disponibles ici.

Voir la requête brute et les sources sur Wikidata.

## Compagnies et destinations
| Compagnies                     | Destinations |
| ------------------------------ | --- |
| Azur Air Ukraine               | En saison Charter : Antalya, Dalaman, Charm el-Cheikh |
| Belavia                        | Minsk |
| Buta Airways                   | Bakou-H. Aliyev |
| Ellinair                       | En saison : Héraklion-N. Kazantzákis , Thessalonique-Makedonía |
| LOT Polish Airlines            | Varsovie-Chopin |
| Pegasus Airlines               | Istanbul-S. Gökçen |
| Ryanair                        | Budapest-Ferenc Liszt, Cracovie-Jean-Paul II, Poznań (Posnanie)-H. Wieniawski, Vilnius, Varsovie-Modlin (Mazovie) |
| SkyUp                          | Paris-Beauvais , Kiev-Boryspil, Prague-Václav-Havel, Tbilissi-C. Roustavéli, Tel Aviv - Ben Gourion En saison : Barcelone-El Prat, Batoumi-A. Kartveli , Bourgas , Héraklion-N. Kazantzákis , Koutaïssi-David-IV, Lamezia Terme , Larnaca, Lviv-Danilo Halitskyi, Odessa, Rimini, Charjah Charter : Charm el-Cheikh En saison Charter : Antalya, Tivat" |
| Turkish Airlines               | Istanbul |
| Ukraine International Airlines | Kiev-Boryspil, Tel Aviv - Ben Gourion En saison : Bergame-Orio al Serio En saison Charter : Antalya, Charm el-Cheikh |
| Windrose Aviation              | En saison Charter : Antalya, Charm el-Cheikh |
| Wizz Air                       | Berlin-Brandebourg, Budapest-Ferenc Liszt , Dortmund, Gdańsk-L. Wałęsa, Katowice-Pyrzowice, Cracovie-Jean-Paul II, Vienne-Schwechat, Wrocław-N. Copernic |

Édité le 09/02/2020